# Australian Open de 2021
O Australian Open de 2021 foi um torneio de tênis disputado nas quadras duras do Melbourne Park, em Melbourne, na Austrália, entre 8 e 21 de fevereiro. Corresponde à 53ª edição da era aberta e à 109ª de todos os tempos.
Novak Djokovic repetiu a performance habitual no torneio e conquistou seu nono troféu na Austrália. É o décimo oitavo do Grand Slam, ficando a apenas dois êxitos dos recordistas Rafael Nadal e Roger Federer. A final foi descomplicada, durou menos de duas horas e com sets diretos sobre o Daniil Medvedev.
Entre as mulheres, Naomi Osaka entrou favorita contra a estreante em finais Jennifer Brady, conquistando o quarto troféu da carreira em slams e o segundo Australian Open.
Ivan Dodig e Filip Polášek não permitiram quebras contra Rajeev Ram e Joe Salisbury. O croata levantou a segunda taça, enquanto essa é a primeira de major do eslovaco.
Nas duplas femininas, uma história curiosa: Aryna Sabalenka e Elise Mertens venceram tranquilamente as tchecas Barbora Krejčíková e Kateřina Siniaková. No fim da cerimônia de premiação, anunciaram a descontinuação da parceria, pelo menos nos Grand Slam. É que Sabalenka deseja se focar na carreira de simples. Justamente quando, na segunda-feira seguinte, a bielorrussa aparecerá como número 1 do mundo no ranking de duplas.
Mas uma vice-campeã não saiu apenas com um prato. Barbora Krejčíková ganhou o título de duplas mistas ao lado de Rajeev Ram. Derrotaram facilmente as pratas da casa Samantha Stosur e Matthew Ebden. É o terceiro seguindo da tcheca na Austrália. Feito semelhante ao de Djokovic em simples.

## Impacto da pandemia de COVID-19
Em 17 de dezembro de 2020, a Federação de Tênis Australiana (Tennis Australia) anunciou que o Australian Open seria adiado em três semanas, de 18 de janeiro para 8 de fevereiro de 2021, impactando jogadores da Europa e das Américas ao ficarem limitados em um número selecionado de voos para Melbourne. O governo do Estado de Vitória orientou uma quarentena obrigatória de 14 dias para os atletas, como precaução de segurança contra a COVID-19. Alguns torneios foram organizados, todos na própria cidade, uma semana antes, para preparação e aquecimento para o de Grand Slam.
Pela primeira vez na história dos Grand Slam, os jogos da fase qualificatória fora do país-sede, no caso, devido às restrições de quarentena da Austrália. Os homens jogaram em Doha, no Catar, e as mulheres, em Dubai, nos Emirados Árabes Unidos, entre 10 e 13 de janeiro. Assim, os qualificados e os potenciais lucky losers teriam tempo de chegar na Austrália e realizar em quarentena até 8 de fevereiro, ficando aptos a disputar a chave principal.
Em 30 de janeiro, o ministro dos esportes de Victória Martin Pakula declarou que o número de espectadores seria limitado a 30 000 por dia durante a maior parte do torneio, sendo por volta 50% da capacidade normal. Nos últimos cinco dias de evento, o número seria reduzido a 25 000 espectadores por dia.
Em 4 de fevereiro, todos os eventos programados do dia, a ATP Cup e torneios preparatórios, tiveram que ser suspensos depois que um homem de 26 anos, que trabalhava no hotel em que os jogadores estavam quarentenados, foi diagnosticado com COVID-19. O premier da Victória Daniel Andrews comunicou que o Australian Open não seria afetado devido à mudança de cronograma. Houve o adiamento para 5 de fevereiro para a programação daquele dia, assim como a cerimônia de sorteio das chaves do Grand Slam.
Em 12 de fevereiro, o Governo de Victória decretou um lockdown de 5 dias, a partir das 23h59min locais da sexta-feira, após um surto do vírus nos subúrbios da cidade. Este começou em um hotel perto do aeroporto de Melbourne. Presume-se que os casos sejam a cepa britânica do coronovíris, mais contagiosa e difícil de conter que a original. Assim, o torneio será realizado sem público até novo comunicado. A partida entre Novak Djokovic e Taylor Fritz foi a última a ser jogada com espectadores presentes. Ela foi interrompida às 23h30min, para que estes pudessem cumprir o lockdown, em casa.

## Arena renomeada
Em 3 de fevereiro de 2020, o premier do estado de Vitória Daniel Andrews anunciou que a Melboure Arena seria renomeada para John Cain Arena, em homenagem a John Cain, o 41º premier vitoriano, considerado uma figura fundamental na manutenção do Australian Open em Melbourne, em meados dos anos 1980. O novo nome entrou em vigor em dezembro de 2020.

## Transmissão
Esta é a lista de países e canais designados a transmitir o torneio durante a edição em questão:
Países lusófonos

| País(es)                                                                                 | Canal(is)   |
| ---------------------------------------------------------------------------------------- | ----------- |
| Angola · Cabo Verde · Guiné Equatorial · Guiné-Bissau · Moçambique · São Tomé e Príncipe | SuperSport  |
| Brasil                                                                                   | ESPN Brasil |
| Macau · Timor-Leste                                                                      | Fox Sports  |
| Portugal                                                                                 | Eurosport   |

Resto do mundo
| País(es) | Canal(is)                                                           |
| Países avulsos |                                                                     |
| África | África                                                              |
| --- | ------------------------------------------------------------------- |
| Chade | beIN Sports SuperSport                                              |
| Américas |                                                                     |
| Canadá | RDS [en] TSN                                                        |
| Porto Rico | ESPN International Tennis Channel                                   |
| Ásia |                                                                     |
| China | CCTV-5 Fox Sports Great Sports Channel [en] Guangdong TV [en] iQIYI |
| Coreia do Sul | JTBC                                                                |
| Israel | Eurosport                                                           |
| Japão | NHK WOWOW                                                           |
| Europa |                                                                     |
| Áustria | Eurosport ServusTV [en]                                             |
| Suíça | Eurosport SRG SSR                                                   |
| Oceania |                                                                     |
| Austrália | Nine Network                                                        |
| Guam | ESPN International Fox Sports Tennis Channel                        |
| Micronésia | Fox Sports                                                          |
| Nova Zelândia | Sky [en]                                                            |
| Regiões |                                                                     |
| América Central América do Sul Caribe | ESPN (América Latina)                                               |
| Europa | Eurosport                                                           |
| Norte da África Oriente Médio | beIN Sports                                                         |
| Agrupamentos |                                                                     |
| África |                                                                     |
| África do Sul · Lesoto · Mayotte · Reunião (departamento) · Santa Helena (território) · Socotorá · Zanzibar | SuperSport                                                          |
| Benim · Botswana · Burquina Fasso · Burundi · Comores · Camarões · Congo · Costa do Marfim · Eritreia · Eswatini · Etiópia · Gabão · Gâmbia · Gana · Guiné · Libéria · Madagascar · Malawi · Maurícia · Namíbia · Níger · Nigéria · Quénia · República Centro-Africana · República Democrática do Congo · Ruanda · Senegal · Serra Leoa · Seicheles · Tanzânia · Togo · Uganda · Zâmbia · Zimbabwe | Eurosport SuperSport                                                |
| Djibouti · Mauritânia · Somália · Sudão · Sudão do Sul | beIN Sports Eurosport SuperSport                                    |
| Américas |                                                                     |
| Estados Unidos · U.S. Ilhas Virgens | ESPN Tennis Channel                                                 |
| Ásia |                                                                     |
| Afeganistão · Bangladesh · Butão · Índia · Maldivas · Nepal · Paquistão · Sri Lanka | Sony SIX [en]                                                       |
| Azerbaijão · Cazaquistão · Quirguistão · Tajiquistão · Turquemenistão · Uzbequistão | Eurosport                                                           |
| Brunei · Camboja · Coreia do Norte · Filipinas · Hong Kong · Indonésia · Laos · Malásia · Mongólia · Myanmar · Papua-Nova Guiné · Singapura · Tailândia · Taiwan · Vietname | Fox Sports                                                          |
| Oceania |                                                                     |
| Marianas Setentrionais · Samoa Americana | ESPN Tennis Channel                                                 |

## Pontuação e premiação

### Distribuição de pontos
ATP e WTA informam suas pontuações em Grand Slam, distintas entre si, em simples e em duplas. A ITF responde exclusivamente pelos cadeirantes.
Considerado torneio amistoso, o de duplas mistas não gera pontos. Os eventos juvenis não aconteceram.

#### Profissional
| Evento            | V    | F    | SF  | QF  | R16 | R32 | R64 | R128 | Q  | Q3 | Q2 | Q1 |
| Simples masculino | 2000 | 1200 | 720 | 360 | 180 | 90  | 45  | 10   | 25 | 16 | 8  | 0  |
| Duplas masculinas | 2000 | 1200 | 720 | 360 | 180 | 90  | 0   | —    | —  | —  | —  | —  |
| Simples feminino  | 2000 | 1300 | 780 | 430 | 240 | 130 | 70  | 10   | 40 | 30 | 20 | 2  |
| Duplas femininas  | 2000 | 1300 | 780 | 430 | 240 | 130 | 10  | —    | —  | —  | —  | —  |

#### Cadeirante
| Evento               | V   | F   | SF/3º lugar | QF/4º lugar |
| Simples              | 800 | 500 | 375         | 100         |
| Simples tetraplégico | 800 | 500 | 375         | 100         |
| Duplas               | 800 | 500 | 100         | —           |
| Duplas tetraplégicas | 800 | 100 | —           | —           |

### Premiação
A premiação geral aumentou 1% em relação a 2020. Os títulos de simples tiveram um decréscimo de A$ 1.370.000 cada.
Juvenis não são pagos. Outras disputas, como a de cadeirantes, não tiveram os valores detalhados; estão inclusos em "Outros eventos".
| Evento        | V            | F            | SF         | QF         | Últimos 16 | Últimos 32 | Últimos 64 | Últimos 128 | Q3        | Q2        | Q1        |
| Contemplados  | 1            | 1            | 2          | 4          | 8          | 16         | 32         | 64          | 16        | 32        | 64        |
| Simples (2)   | A$ 2.750.000 | A$ 1.500.000 | A$ 850.000 | A$ 525.000 | A$ 320.000 | A$ 215.000 | A$ 150.000 | A$ 100.000  | A$ 52.500 | A$ 35.000 | A$ 25.000 |
| Duplas (2)    | A$ 600.000   | A$ 340.000   | A$ 200.000 | A$ 110.000 | A$ 65.000  | A$ 45.000  | A$ 30.000  | —           | —         | —         | —         |
| Duplas mistas | A$ 150.000   | A$ 85.000    | A$ 45.000  | A$ 24.000  | A$ 12.000  | A$ 6.250   | —          | —           | —         | —         | —         |

Total dos eventos acima: A$ 66.197.000
Outros eventos + per diem (estimado): A$ 5.303.000
Total da premiação: A$ 71.500.000

## Cabeças de chave
Cabeças baseados(as) nos rankings de 1º de fevereiro de 2021. Dados de Ranking e Pontos anteriores são de 8 de fevereiro de 2021.
Por causa da pandemia, ATP e WTA criaram sistemas de ranking extraordinários para não impactar o progresso dos atletas que terão suas rotinas mudadas durante o período.
Como o cálculo de pontos está nebuloso, já que o torneio não aconteceu nas mesmas semanas do ano anterior, e há a questão de congelamentos, além do calendário com hiatos e incertezas, as colunas "Pontos a defender" e "Pontos conquistados" serão trocadas excepcionalmente pela campanha da edição anterior.
Em verde, o(s) cabeça(s) de chave campeão(ões). Em vermelho, o(s) vice-campeão(ões).

### Simples

#### Masculino
| Cabeça | Ranking | Jogador               | Pontos anteriores | Campanha em 2020 | Nova pontuação | Eliminado na  | Eliminado por              |
| ------ | ------- | --------------------- | ----------------- | ---------------- | -------------- | ------------- | -------------------------- |
| 1      | 1       | Novak Djokovic        | 12.030            | Campeão          | 12.030         | Campeão       | –                          |
| 2      | 2       | Rafael Nadal          | 9.850             | QF               | 9.850          | QF            | Stefanos Tsitsipas [5]     |
| 3      | 3       | Dominic Thiem         | 9.125             | F                | 9.125          | 4ª fase       | Grigor Dimitrov [18]       |
| 4      | 4       | Daniil Medvedev       | 8.715             | 4ª fase          | 9.735          | F             | Novak Djokovic [1]         |
| 5      | 6       | Stefanos Tsitsipas    | 5.965             | 3ª fase          | 6.595          | SF            | Daniil Medvedev [4]        |
| 6      | 7       | Alexander Zverev      | 5.615             | SF               | 5.615          | QF            | Novak Djokovic [1]         |
| 7      | 8       | Andrey Rublev         | 4.429             | 4ª fase          | 5.615          | QF            | Daniil Medvedev [4]        |
| 8      | 9       | Diego Schwartzman     | 3.480             | 4ª fase          | 3.480          | 3ª fase       | Aslan Karatsev [Q]         |
| 9      | 10      | Matteo Berrettini     | 3.345             | 2ª fase          | 3.480          | 4ª fase, w.o. | Stefanos Tsitsipas [5]     |
| 10     | 11      | Gaël Monfils          | 2.860             | 4ª fase          | 2.860          | 1ª fase       | Emil Ruusuvuori            |
| 11     | 12      | Denis Shapovalov      | 2.830             | 1ª fase          | 2.910          | 3ª fase       | Félix Auger-Aliassime [20] |
| 12     | 13      | Roberto Bautista Agut | 2.710             | 3ª fase          | 2.710          | 1ª fase       | Radu Albot                 |
| 13     | 15      | David Goffin          | 2.600             | 3ª fase          | 2.600          | 1ª fase       | Alexei Popyrin [WC]        |
| 14     | 14      | Milos Raonic          | 2.630             | QF               | 2.630          | 4ª fase       | Novak Djokovic [1]         |
| 15     | 16      | Pablo Carreño Busta   | 2.585             | 3ª fase          | 2.585          | 3ª fase, ab.  | Grigor Dimitrov [18]       |
| 16     | 17      | Fabio Fognini         | 2.535             | 4ª fase          | 2.535          | 4ª fase       | Rafael Nadal [2]           |
| 17     | 18      | Stan Wawrinka         | 2.365             | QF               | 2.365          | 2ª fase       | Márton Fucsovics           |
| 18     | 21      | Grigor Dimitrov       | 2.260             | 2ª fase          | 2.575          | QF            | Aslan Karatsev [Q]         |
| 19     | 20      | Karen Khachanov       | 2.290             | 3ª fase          | 2.290          | 3ª fase       | Matteo Berrettini [9]      |
| 20     | 19      | Félix Auger-Aliassime | 2.346             | 1ª fase          | 2.516          | 4ª fase       | Aslan Karatsev [Q]         |
| 21     | 23      | Alex de Minaur        | 2.065             | não jogou        | 2.155          | 3ª fase       | Fabio Fognini [16]         |
| 22     | 25      | Borna Ćorić           | 1.855             | 1ª fase          | 1.890          | 2ª fase       | Mackenzie McDonald [PR]    |
| 23     | 27      | Dušan Lajović         | 1.785             | 3ª fase          | 1.875          | 4ª fase       | Alexander Zverev [6]       |
| 24     | 28      | Casper Ruud           | 1.739             | 1ª fase          | 1.909          | 4ª fase, ab.  | Andrey Rublev [7]          |
| 25     | 29      | Benoît Paire          | 1.738             | 2ª fase          | 1.738          | 1ª fase       | Egor Gerasimov             |
| 26     | 30      | Hubert Hurkacz        | 1.735             | 2ª fase          | 1.735          | 1ª fase       | Mikael Ymer                |
| 27     | 31      | Taylor Fritz          | 1.695             | 3ª fase          | 1.695          | 3ª fase       | Novak Djokovic [1]         |
| 28     | 33      | Filip Krajinović      | 1.673             | 2ª fase          | 1.718          | 3ª fase       | Daniil Medvedev [4]        |
| 29     | 34      | Ugo Humbert           | 1.671             | 1ª fase          | 1.706          | 2ª fase       | Nick Kyrgios               |
| 30     | 26      | Daniel Evans          | 1.794             | 2ª fase          | 1.794          | 1ª fase       | Cameron Norrie             |
| 31     | 35      | Lorenzo Sonego        | 1.588             | 1ª fase          | 1.623          | 2ª fase       | Feliciano López            |
| 32     | 36      | Adrian Mannarino      | 1.561             | 1ª fase          | 1.641          | 3ª fase       | Miomir Kecmanović          |

##### Desistências
| Ranking | Jogador        | Pontos anteriores | Nova pontuação | Motivo                                                 |
| ------- | -------------- | ----------------- | -------------- | ------------------------------------------------------ |
| 5       | Roger Federer  | 6.630             | 6.630          | Recuperação de cirurgia no joelho direito              |
| 22      | Cristian Garín | 2.180             | 2.180          | Lesão no pulso esquerdo                                |
| 24      | John Isner     | 1.895             | 1.895          | Discordância das restrições de quarentena australianas |

#### Feminino
| Cabeça | Ranking | Jogadora              | Pontos anteriores | Campanha em 2020 | Nova pontuação | Eliminada na | Eliminada por         |
| ------ | ------- | --------------------- | ----------------- | ---------------- | -------------- | ------------ | --------------------- |
| 1      | 1       | Ashleigh Barty        | 9.186             | SF               | 9.186          | QF           | Karolína Muchová [25] |
| 2      | 2       | Simona Halep          | 7.255             | SF               | 7.255          | QF           | Serena Williams [10]  |
| 3      | 3       | Naomi Osaka           | 5.965             | 3ª fase          | 7.835          | Campeã       | –                     |
| 4      | 4       | Sofia Kenin           | 5.760             | Campeã           | 5.760          | 2ª fase      | Kaia Kanepi           |
| 5      | 5       | Elina Svitolina       | 5.260             | 3ª fase          | 5.370          | 4ª fase      | Jessica Pegula        |
| 6      | 6       | Karolína Plíšková     | 5.205             | 3ª fase          | 5.205          | 3ª fase      | Karolína Muchová [25] |
| 7      | 7       | Aryna Sabalenka       | 4.580             | 1ª fase          | 4.810          | 4ª fase      | Serena Williams [10]  |
| 8      | 9       | Bianca Andreescu      | 4.555             | não jogou        | 4.735          | 2ª fase      | Hsieh Su-wei          |
| 9      | 8       | Petra Kvitová         | 4.571             | QF               | 4.571          | 2ª fase      | Sorana Cîrstea        |
| 10     | 11      | Serena Williams       | 4.265             | 3ª fase          | 4.915          | SF           | Naomi Osaka [3]       |
| 11     | 12      | Belinda Bencic        | 4.010             | 3ª fase          | 4.010          | 3ª fase      | Elise Mertens [18]    |
| 12     | 13      | Victoria Azarenka     | 3.525             | não jogou        | 3.535          | 1ª fase      | Jessica Pegula        |
| 13     | 15      | Johanna Konta         | 3.206             | 1ª fase          | 3.206          | 1ª fase, ab. | Kaja Juvan [Q]        |
| 14     | 14      | Garbiñe Muguruza      | 3.320             | F                | 3.320          | 4ª fase      | Naomi Osaka [3]       |
| 15     | 17      | Iga Świątek           | 3.014             | 4ª fase          | 3.014          | 4ª fase      | Simona Halep [2]      |
| 16     | 19      | Petra Martić          | 2.850             | 2ª fase          | 2.850          | 1ª fase      | Olga Danilović [Q]    |
| 17     | 21      | Elena Rybakina        | 2.718             | 3ª fase          | 2.718          | 2ª fase      | Fiona Ferro           |
| 18     | 16      | Elise Mertens         | 3.060             | 4ª fase          | 3.060          | 4ª fase      | Karolína Muchová [25] |
| 19     | 20      | Markéta Vondroušová   | 2.722             | 1ª fase          | 2.952          | 4ª fase      | Hsieh Su-wei          |
| 20     | 23      | Maria Sakkari         | 2.570             | 4ª fase          | 2.570          | 1ª fase      | Kristina Mladenovic   |
| 21     | 22      | Anett Kontaveit       | 2.575             | QF               | 2.575          | 3ª fase      | Shelby Rogers         |
| 22     | 24      | Jennifer Brady        | 2.475             | 1ª fase          | 3.765          | F            | Naomi Osaka [3]       |
| 23     | 25      | Angelique Kerber      | 2.370             | 4ª fase          | 2.370          | 1ª fase      | Bernarda Pera         |
| 24     | 26      | Alison Riske          | 2.256             | 4ª fase          | 2.256          | 1ª fase      | Anastasia Potapova    |
| 25     | 27      | Karolína Muchová      | 2.135             | 2ª fase          | 2.845          | SF           | Jennifer Brady [22]   |
| 26     | 28      | Yulia Putintseva      | 2.015             | 3ª fase          | 2.015          | 3ª fase      | Elina Svitolina [5]   |
| 27     | 30      | Ons Jabeur            | 1.915             | QF               | 1.915          | 3ª fase      | Naomi Osaka [3]       |
| 28     | 33      | Donna Vekić           | 1.880             | 3ª fase          | 1.990          | 4ª fase      | Jennifer Brady [22]   |
| 29     | 32      | Ekaterina Alexandrova | 1.900             | 3ª fase          | 1.900          | 3ª fase      | Ashleigh Barty [1]    |
| 30     | 34      | Wang Qiang            | 1.735             | 4ª fase          | 1.735          | 1ª fase      | Sara Errani [Q]       |
| 31     | 35      | Zhang Shuai           | 1.693             | 3ª fase          | 1.693          | 1ª fase      | Ann Li                |
| 32     | 36      | Veronika Kudermetova  | 1.680             | 1ª fase          | 1.800          | 3ª fase      | Simona Halep [2]      |

##### Desistências
| Ranking | Jogadora          | Pontos anteriores | Nova pontuação | Motivo                                 |
| ------- | ----------------- | ----------------- | -------------- | -------------------------------------- |
| 10      | Kiki Bertens      | 4.505             | 4.505          | Recuperação de cirurgia no pé esquerdo |
| 18      | Madison Keys      | 2.962             | 2.962          | COVID-19                               |
| 29      | Dayana Yastremska | 1.925             | 1.925          | Suspensão provisória por doping        |
| 31      | Amanda Anisimova  | 1.905             | 1.905          | COVID-19                               |

### Duplas
| Cabeça | Ranking | Equipe                | Equipe                 |
| ------ | ------- | --------------------- | ---------------------- |
| 1      | 2       | Juan Sebastián Cabal  | Robert Farah           |
| 2      | 9       | Nikola Mektić         | Mate Pavić             |
| 3      | 15      | Marcel Granollers     | Horacio Zeballos       |
| 4      | 16      | Wesley Koolhof        | Łukasz Kubot           |
| 5      | 27      | Rajeev Ram            | Joe Salisbury          |
| 6      | 27      | Jamie Murray          | Bruno Soares           |
| 7      | 32      | Marcelo Melo          | Horia Tecău            |
| 8      | 33      | Pierre-Hugues Herbert | Nicolas Mahut          |
| 9      | 33      | Ivan Dodig            | Filip Polášek          |
| 10     | 41      | John Peers            | Michael Venus          |
| 11     | 46      | Henri Kontinen        | Édouard Roger-Vasselin |
| 12     | 57      | Jérémy Chardy         | Fabrice Martin         |
| 13     | 64      | Robin Haase           | Oliver Marach          |
| 14     | 75      | Sander Gillé          | Joran Vliegen          |
| 15     | 77      | Max Purcell           | Luke Saville           |
| 16     | 85      | Ken Skupski           | Neal Skupski           |

| Cabeça | Ranking | Equipe             | Equipe                |
| ------ | ------- | ------------------ | --------------------- |
| 1      | 3       | Hsieh Su-wei       | Barbora Strýcová      |
| 2      | 11      | Elise Mertens      | Aryna Sabalenka       |
| 3      | 15      | Barbora Krejčíková | Kateřina Siniaková    |
| 4      | 23      | Nicole Melichar    | Demi Schuurs          |
| 5      | 32      | Chan Hao-ching     | Latisha Chan          |
| 6      | 32      | Gabriela Dabrowski | Bethanie Mattek-Sands |
| 7      | 32      | Shuko Aoyama       | Ena Shibahara         |
| 8      | 47      | Duan Yingying      | Zheng Saisai          |
| 9      | 51      | Alexa Guarachi     | Desirae Krawczyk      |
| 10     | 60      | Samantha Stosur    | Zhang Shuai           |
| 11     | 64      | Xu Yifan           | Yang Zhaoxuan         |
| 12     | 65      | Hayley Carter      | Luisa Stefani         |
| 13     | 67      | Lyudmyla Kichenok  | Jeļena Ostapenko      |
| 14     | 72      | Kirsten Flipkens   | Andreja Klepač        |
| 15     | 71      | Anna Blinkova      | Veronika Kudermetova  |
| 16     | 73      | Laura Siegemund    | Vera Zvonareva        |

#### Mistas
| Cabeça | Ranking | Equipe             | Equipe               |
| ------ | ------- | ------------------ | -------------------- |
| 1      | 8       | Barbora Strýcová   | Nikola Mektić        |
| 2      | 12      | Nicole Melichar    | Robert Farah         |
| 3      | 13      | Gabriela Dabrowski | Mate Pavić           |
| 4      | 18      | Chan Hao-ching     | Juan Sebastián Cabal |
| 5      | 19      | Demi Schuurs       | Wesley Koolhof       |
| 6      | 22      | Barbora Krejčíková | Rajeev Ram           |
| 7      | 32      | Latisha Chan       | Ivan Dodig           |
| 8      | 36      | Luisa Stefani      | Bruno Soares         |

## Convidados à chave principal

### Simples
| Masculino | Feminino |
| --- | --- |
| - Alex Bolt - Thanasi Kokkinakis - Sumit Nagal - Christopher O'Connell - Marc Polmans - Alexei Popyrin - Li Tu - Aleksandar Vukic | - Destanee Aiava - Kimberly Birrell - Lizette Cabrera - Daria Gavrilova - Maddison Inglis - Arina Rodionova - Astra Sharma - Samantha Stosur |

### Duplas
| Masculinas | Femininas | Mistas |
| --- | --- | --- |
| - Alex Bolt / Jordan Thompson - James Duckworth / Marc Polmans - Matthew Ebden / John-Patrick Smith - Andrew Harris / Alexei Popyrin - Thanasi Kokkinakis / Nick Kyrgios - Nam Ji-sung / Song Min-kyu - Stefanos Tsitsipas / Petros Tsitsipas | - Destanee Aiava / Astra Sharma - Kimberly Birrell / Jaimee Fourlis - Lizette Cabrera / Maddison Inglis - Olivia Gadecki / Belinda Woolcock - Daria Gavrilova / Ellen Perez - Simona Halep / Charlotte Kempenaers-Pocz - Abbie Myers / Ivana Popovic | - Asia Muhammad / Luke Saville - Ellen Perez / Andrew Harris - Ivana Popovic / Aleksandar Vukic - Arina Rodionova / Max Purcell - Storm Sanders / Marc Polmans - Astra Sharma / John-Patrick Smith - Samantha Stosur / Matthew Ebden - Belinda Woolcock / John Peers |

## Qualificados à chave principal
O qualificatório aconteceu entre 10 e 13 de janeiro de 2021. O masculino, em Doha, no Catar, e o feminino, em Dubai, nos Emirados Árabes Unidos.

### Simples
| Masculino | Feminino |
| --- | --- |
| 1. Carlos Alcaraz 2. Kimmer Coppejans 3. Maxime Cressy 4. Frederico Ferreira Silva 5. Quentin Halys 6. Aslan Karatsev 7. Henri Laaksonen 8. Tomáš Macháč 9. Michael Mmoh 10. Roman Safiullin 11. Sergiy Stakhovsky 12. Bernard Tomic 13. Viktor Troicki 14. Botic van de Zandschulp 15. Mario Vilella Martínez 16. Elias Ymer | 1. Tímea Babos 2. Clara Burel 3. Elisabetta Cocciaretto 4. Olga Danilović 5. Sara Errani 6. Mayo Hibi 7. Francesca Jones 8. Kaja Juvan 9. Rebecca Marino 10. Greet Minnen 11. Whitney Osuigwe 12. Chloé Paquet 13. Tsvetana Pironkova 14. Liudmila Samsonova 15. Valeria Savinykh 16. Mayar Sherif |

Lucky losers
| 1. Taro Daniel 2. Hugo Dellien 3. Damir Džumhur 4. Robin Haase 5. Alexandre Müller 6. Cedrik-Marcel Stebe 7. Mikael Torpegaard | 1. Ysaline Bonaventure 2. Mihaela Buzărnescu 3. Margarita Gasparyan 4. Anna Karolína Schmiedlová |

## Eliminações em simples

### Masculino
| Final                   | Final                    | Final                        | Final                      |
| ----------------------- | ------------------------ | ---------------------------- | -------------------------- |
| Daniil Medvedev [4]     |                          |                              |                            |
| Semifinais              |                          |                              |                            |
| Aslan Karatsev [Q]      | Aslan Karatsev [Q]       | Stefanos Tsitsipas [5]       | Stefanos Tsitsipas [5]     |
| Quartas de final        |                          |                              |                            |
| Alexander Zverev [6]    | Grigor Dimitrov [18]     | Andrey Rublev [7]            | Rafael Nadal [2]           |
| Quarta fase             |                          |                              |                            |
| Milos Raonic [14]       | Dušan Lajović [23]       | Dominic Thiem [3]            | Félix Auger-Aliassime [20] |
| Casper Ruud [24]        | Mackenzie McDonald (PR)  | Matteo Berrettini [9]        | Fabio Fognini [16]         |
| Terceira fase           |                          |                              |                            |
| Taylor Fritz [27]       | Márton Fucsovics         | Pedro Martínez               | Adrian Mannarino [32]      |
| Nick Kyrgios            | Pablo Carreño Busta [15] | Denis Shapovalov [11]        | Diego Schwartzman [8]      |
| Feliciano López         | Radu Albot               | Lloyd Harris                 | Filip Krajinović [28]      |
| Mikael Ymer             | Karen Khachanov [19]     | Alex de Minaur [21]          | Cameron Norrie             |
| Segunda fase            |                          |                              |                            |
| Frances Tiafoe          | Reilly Opelka            | Stan Wawrinka [17]           | Corentin Moutet            |
| Emil Ruusuvuori         | Alexander Bublik         | Miomir Kecmanović            | Maxime Cressy (Q)          |
| Dominik Koepfer         | Ugo Humbert [29]         | Alex Bolt (WC)               | Jiří Veselý                |
| Bernard Tomic           | James Duckworth          | Egor Gerasimov               | Alexandre Müller (LL)      |
| Thiago Monteiro         | Lorenzo Sonego [31]      | Tommy Paul                   | Christopher O'Connell (WC) |
| Alexei Popyrin (WC)     | Borna Ćorić [22]         | Pablo Andújar                | Roberto Carballés Baena    |
| Thanasi Kokkinakis (WC) | Carlos Alcaraz (Q)       | Ričardas Berankis            | Tomáš Macháč (Q)           |
| Salvatore Caruso        | Pablo Cuevas             | Roman Safiullin (Q)          | Michael Mmoh (Q)           |
| Primeira fase           |                          |                              |                            |
| Jérémy Chardy           | Stefano Travaglia        | Lu Yen-hsun (PR)             | Albert Ramos Viñolas       |
| Pedro Sousa             | Marc Polmans (WC)        | John Millman                 | Federico Coria             |
| Gaël Monfils [10]       | Yoshihito Nishioka       | Aljaž Bedene                 | Sergiy Stakhovsky (Q)      |
| Dennis Novak            | Kamil Majchrzak          | Taro Daniel (LL)             | Marcos Giron               |
| Mikhail Kukushkin       | Hugo Dellien (LL)        | Frederico Ferreira Silva (Q) | Yasutaka Uchiyama          |
| Marin Čilić             | Norbert Gombos           | Kimmer Coppejans (Q)         | Kei Nishikori              |
| Jannik Sinner           | Yūichi Sugita            | Damir Džumhur (LL)           | Cedrik-Marcel Stebe (LL)   |
| Benoît Paire [25]       | Gianluca Mager           | Juan Ignacio Londero         | Elias Ymer (Q)             |
| Yannick Hanfmann        | Andrej Martin            | Li Tu (WC)                   | Sam Querrey                |
| Jordan Thompson         | Nikoloz Basilashvili     | Jan-Lennard Struff           | Roberto Bautista Agut [12] |
| David Goffin [13]       | Mikael Torpegaard (LL)   | Marco Cecchinato             | Guido Pella                |
| Robin Haase (LL)        | Quentin Halys (Q)        | Attila Balázs                | Vasek Pospisil             |
| Gilles Simon            | Kwon Soon-woo            | Botic van de Zandschulp (Q)  | Hubert Hurkacz [26]        |
| Aleksandar Vukic (WC)   | Sumit Nagal (WC)         | Mario Vilella Martínez (Q)   | Kevin Anderson             |
| Pierre-Hugues Herbert   | Henri Laaksonen (Q)      | Andreas Seppi                | Tennys Sandgren            |
| Daniel Evans [30]       | Ilya Ivashka             | Viktor Troicki (Q)           | Laslo Đere                 |

### Feminino
| Final                      | Final                      | Final                          | Final                     |
| -------------------------- | -------------------------- | ------------------------------ | ------------------------- |
| Jennifer Brady [22]        |                            |                                |                           |
| Semifinais                 |                            |                                |                           |
| Karolína Muchová [25]      | Karolína Muchová [25]      | Serena Williams [10]           | Serena Williams [10]      |
| Quartas de final           |                            |                                |                           |
| Ashleigh Barty [1]         | Jessica Pegula             | Hsieh Su-wei                   | Simona Halep [2]          |
| Quarta fase                |                            |                                |                           |
| Shelby Rogers              | Elise Mertens [18]         | Donna Vekić [28]               | Elina Svitolina [5]       |
| Markéta Vondroušová [19]   | Garbiñe Muguruza [14]      | Aryna Sabalenka [7]            | Iga Świątek [15]          |
| Terceira fase              |                            |                                |                           |
| Ekaterina Alexandrova [29] | Anett Kontaveit [21]       | Belinda Bencic [11]            | Karolína Plíšková [6]     |
| Kaia Kanepi                | Kaja Juvan (Q)             | Kristina Mladenovic            | Yulia Putintseva [26]     |
| Sara Errani (Q)            | Sorana Cîrstea             | Zarina Diyas                   | Ons Jabeur [27]           |
| Ann Li                     | Anastasia Potapova         | Fiona Ferro                    | Veronika Kudermetova [32] |
| Segunda fase               |                            |                                |                           |
| Daria Gavrilova (WC)       | Barbora Krejčíková         | Heather Watson                 | Olga Danilović (Q)        |
| Svetlana Kuznetsova        | Zhu Lin                    | Mona Barthel (PR)              | Danielle Collins          |
| Sofia Kenin [4]            | Nadia Podoroska            | Madison Brengle                | Mayar Sherif (Q)          |
| Samantha Stosur (WC)       | Nao Hibino                 | Alison Van Uytvanck            | Coco Gauff                |
| Bianca Andreescu [8]       | Venus Williams             | Rebecca Marino (Q)             | Petra Kvitová [9]         |
| Liudmila Samsonova (Q)     | Bernarda Pera              | Anna Karolína Schmiedlová (LL) | Caroline Garcia           |
| Daria Kasatkina            | Alizé Cornet               | Tímea Babos (Q)                | Nina Stojanović           |
| Camila Giorgi              | Elena Rybakina [17]        | Varvara Gracheva               | Ajla Tomljanović          |
| Primeira fase              |                            |                                |                           |
| Danka Kovinić              | Sara Sorribes Tormo        | Zheng Saisai                   | Martina Trevisan          |
| Aliaksandra Sasnovich      | Kristýna Plíšková          | Francesca Jones (Q)            | Petra Martić [16]         |
| Lauren Davis               | Barbora Strýcová           | Whitney Osuigwe (Q)            | Leylah Annie Fernandez    |
| Jeļena Ostapenko           | Elisabetta Cocciaretto (Q) | Ana Bogdan                     | Jasmine Paolini           |
| Maddison Inglis (WC)       | Anastasija Sevastova       | Christina McHale               | Wang Yafan                |
| Aliona Bolsova             | Arina Rodionova (WC)       | Chloé Paquet (Q)               | Johanna Konta [13]        |
| Victoria Azarenka [12]     | Destanee Aiava (WC)        | Astra Sharma (WC)              | Maria Sakkari [20]        |
| Sloane Stephens            | Clara Burel (Q)            | Jil Teichmann                  | Marie Bouzková            |
| Mihaela Buzărnescu (LL)    | Tsvetana Pironkova (Q)     | Kirsten Flipkens               | Wang Qiang [30]           |
| Rebecca Peterson           | Kimberly Birrell (WC)      | Patricia Maria Țig             | Greet Minnen (Q)          |
| Margarita Gasparyan (LL)   | Paula Badosa               | Tamara Zidanšek                | Angelique Kerber [23]     |
| Andrea Petkovic            | Mayo Hibi (Q)              | Polona Hercog                  | Anastasia Pavlyuchenkova  |
| Viktória Kužmová           | Katie Boulter (PR)         | Valeria Savinykh (Q)           | Zhang Shuai [31]          |
| Alison Riske [24]          | Ysaline Bonaventure (LL)   | Irina-Camelia Begu             | Laura Siegemund           |
| Arantxa Rus                | Yaroslava Shvedova (PR)    | Kateřina Siniaková             | Vera Zvonareva (PR)       |
| Marta Kostyuk              | Anna Blinkova              | Misaki Doi                     | Lizette Cabrera (WC)      |

## Finais

### Profissional
| Categoria | Evento    | Campeã(s)(o/ões)              | Vice-campeã(s)(o/ões)                 | Resultado     | Chave(s)  | Chave(s)       |
| --------- | --------- | ----------------------------- | ------------------------------------- | ------------- | --------- | -------------- |
| Simples   | Masculino | Novak Djokovic                | Daniil Medvedev                       | 7–5, 6–2, 6–2 | principal | qualificatório |
| Simples   | Feminino  | Naomi Osaka                   | Jennifer Brady                        | 6–4, 6–3      | principal | qualificatório |
| Duplas    | Masculino | Ivan Dodig Filip Polášek      | Rajeev Ram Joe Salisbury              | 6–3, 6–4      | principal | principal      |
| Duplas    | Feminino  | Elise Mertens Aryna Sabalenka | Barbora Krejčíková Kateřina Siniaková | 6–2, 6–3      | principal | principal      |
| Duplas    | Misto     | Barbora Krejčíková Rajeev Ram | Samantha Stosur Matthew Ebden         | 6–1, 6–4      | principal | principal      |

### Cadeirante
| Categoria | Evento       | Campeã(s)(o/ões)              | Vice-campeã(s)(o/ões)          | Resultado            | Chave     |
| --------- | ------------ | ----------------------------- | ------------------------------ | -------------------- | --------- |
| Simples   | Masculino    | Joachim Gérard                | Alfie Hewett                   | 6–0, 4–6, 6–4        | principal |
| Simples   | Feminino     | Diede de Groot                | Yui Kamiji                     | 6–3, 46–7, 7–6(10–4) | principal |
| Simples   | Tetraplégico | Dylan Alcott                  | Sam Schröder                   | 6–1, 6–0             | principal |
| Duplas    | Masculino    | Alfie Hewett Gordon Reid      | Stéphane Houdet Nicolas Peifer | 7–5, 7–63            | principal |
| Duplas    | Feminino     | Diede de Groot Aniek van Koot | Kgothatso Montjane Lucy Shuker | 6–4, 6–1             | principal |
| Duplas    | Tetraplégico | Dylan Alcott Heath Davidson   | Andy Lapthorne David Wagner    | 6–2, 3–6, [10–7]     | principal |